# Plectromerus turnbowi
Plectromerus turnbowi är en skalbaggsart som beskrevs av Eugenio H.Nearns och Branham 2008. Plectromerus turnbowi ingår i släktet Plectromerus och familjen långhorningar. Inga underarter finns listade i Catalogue of Life.